# Camillo Bertarelli
Camillo Bertarelli (Capaccio-Paestum, Campania, 10 de marzo de 1886 - Milán, 27 de noviembre de 1982) fue un ciclista italiano, que corrió entre 1908 y 1921. Durante su carrera deportiva no se le conoce ninguna victoria, pero destaca una 8.ª posición final al Tour de Francia de 1913 que le sirvió para ganar la categoría de los "aislara".

## Palmarés
- 1913
  - 8.º al Tour de Francia.  1.º de la categoría "aislara"
  - 14.º al Giro de Italia
- 1914
  - 37.º al Tour de Francia
- 1916
  - 2.º en el Giro de Lombardía